# Chlorophorus aurantiacus
Chlorophorus aurantiacus är en skalbaggsart som beskrevs av Aurivillius 1911. Chlorophorus aurantiacus ingår i släktet Chlorophorus och familjen långhorningar. Inga underarter finns listade i Catalogue of Life.